# XVII Festival olimpico invernale della gioventù europea
Il XVII Festival olimpico della gioventù europea è stata la sedicesima edizione della manifestazione multisportiva giovanile organizzata dai Comitati Olimpici Europei e svolti dal 6 al 16 febbraio 2025 a Bakuriani, in Georgia. È stata la prima volta per la Georgia all'organizzazione di questo evento.
Tutte le gare e le cerimonie sono state trasmesse in diretta streaming sul sito ufficiale dei Comitati Olimpici Europei.

## Simboli

### Logo
Il logo del XVII Festival Olimpico Invernale Giovanile 2025 di Bakuriani si ispira alle tradizioni visive georgiane, fondendo l'antico alfabeto "Asomtavruli" con ornamenti tradizionali georgiani. Questa fusione mira a riflettere l'unicità del patrimonio culturale della Georgia, mantenendo al contempo l'essenza dello spirito olimpico. Lo stile visivo combina la dinamicità e la flessibilità dei motivi tradizionali georgiani con i valori dei Giochi Olimpici. Rappresenta il cammino di espressione individuale, dinamismo e scoperta, che sono elementi chiave della filosofia dell'evento. La combinazione delle linee dell'alfabeto georgiano e degli ornamenti tradizionali simboleggia il percorso degli atleti giovani mentre mostrano le loro abilità e esplorano nuove opportunità.

### Mascotte
La mascotte del XVII Festival Olimpico Invernale Giovanile è Gunda, una lince caucasica che rappresenta l’essenza della regione montuosa del Caucaso. Il nome "Gunda" in georgiano significa "palla di neve", evocando perfettamente l'immagine della neve che caratterizza le montagne georgiane.

## Discipline
Il programma ha previsto competizioni in 8 discipline.
| Disciplina                       | Maschile | Femminile | Misti | Totali |
| -------------------------------- | -------- | --------- | ----- | ------ |
| Biathlon (dettagli)              | 2        | 2         | 2     | 6      |
| Freestyle (dettagli)             | 2        | 2         | 0     | 4      |
| Hockey su ghiaccio (dettagli)    | 1        | 1         | 0     | 2      |
| Pattinaggio di figura (dettagli) | 1        | 1         | 0     | 2      |
| Sci alpino (dettagli)            | 2        | 2         | 1     | 5      |
| Sci di fondo (dettagli)          | 3        | 3         | 1     | 7      |
| Short track (dettagli)           | 3        | 3         | 1     | 7      |
| Snowboard (dettagli)             | 2        | 2         | 0     | 4      |
| Totale (8 discipline)            | 18       | 18        | 5     | 37     |

## Siti di gara
Le gare si svolgeranno a Bakuriani, Tbilisi e Batumi
| Impianto                                 | Località  | Sport                 |
| ---------------------------------------- | --------- | --------------------- |
| Bakuriani Biathlon-Cross Country Stadium | Bakuriani | Cerimonia di apertura |
| Bakuriani Biathlon-Cross Country Stadium | Bakuriani | Sci di fondo          |
| Didveli                                  | Bakuriani | Freestyle             |
| Didveli                                  | Bakuriani | Sci alpino            |
| Didveli                                  | Bakuriani | Snowboard             |
| Batumi Ice Arena                         | Batumi    | Pattinaggio di figura |
| Batumi Ice Arena                         | Batumi    | Short Track           |
| Leader Arena                             | Tbilisi   | Hockey                |

## Programma
Il programma del XVII Festival olimpico invernale della gioventù europea è il seguente:
| CA | Cerimonia d'apertura | 1 | Finali | CC | Cerimonia di chiusura | ● | Eventi di gara |

| Febbraio              | Gio | Ven | Sab | Dom | Lun | Mar | Mer | Gio | Ven | Sab | Dom |
| Febbraio              | 6   | 7   | 8   | 9   | 10  | 11  | 12  | 13  | 14  | 15  | 16  |
| --------------------- | --- | --- | --- | --- | --- | --- | --- | --- | --- | --- | --- |
| Cerimonie             |     |     |     | CA  |     |     |     |     |     |     | CC  |
| Sci alpino            |     |     |     |     | 1   | 1   |     | 1   | 1   |     | 1   |
| Biathlon              |     |     |     |     | 2   |     | 1   |     | 2   |     | 1   |
| Sci di fondo          |     |     |     |     |     | 2   |     | 2   |     | 2   | 1   |
| Pattinaggio di figura |     |     |     |     |     |     | ●   | 1   | 1   |     |     |
| Freestyle             |     |     |     |     | ●   |     | 2   |     | ●   | 2   |     |
| Hockey su ghiaccio    | ●   | ●   | ●   | ●   | 1   |     | ●   | ●   | ●   | ●   | 1   |
| Short track           |     |     |     |     | 2   | 2   |     |     |     | 3   |     |
| Snowboard             |     |     |     |     |     | ●   | 2   |     | ●   | 2   |     |
| Finali                | 0   | 0   | 0   | 0   | 6   | 5   | 5   | 4   | 4   | 9   | 4   |

## Comitati olimpici partecipanti
In seguito alla sospensione degli atleti di Russia e Bielorussia da tutte le competizioni sportive dovuta all'invasione russa dell'Ucraina del 2022 le loro delegazioni non sono state incluse tra i comitati partecipanti, che sono elencati come segue:
- Albania (1)
- Armenia (4)
- Austria (49)
- Belgio (5)
- Bosnia ed Erzegovina (1)
- Bulgaria (12)
- Croazia (11)
- Danimarca (11)
- Estonia (21)
- Finlandia (50)
- Francia (33)
- Georgia (7)
- Germania (4)
- Gran Bretagna (18)
- Grecia (12)
- Irlanda (3)
- Islanda (15)
- Israele (1)
- Italia (54)
- Kosovo (2)
- Lettonia (39)
- Liechtenstein (3)
- Lituania (14)
- Macedonia del Nord (4)
- Moldavia (3)
- Monaco (1)
- Montenegro (1)
- Paesi Bassi (11)
- Norvegia (16)
- Polonia (30)
- Portogallo (2)
- Rep. Ceca (73)
- Romania (18)
- San Marino (3)
- Serbia (4)
- Slovacchia (60)
- Slovenia (28)
- Spagna (7)
- Svezia (32)
- Svizzera (70)
- Turchia (16)
- Ucraina (46)
- Ungheria (18)

## Medagliere
| Posiz. | Nazione     | Oro | Argento | Bronzo | Totale |
| ------ | ----------- | --- | ------- | ------ | ------ |
| 1      | Italia      | 7   | 6       | 3      | 16     |
| 2      | Francia     | 5   | 9       | 5      | 19     |
| 3      | Svizzera    | 4   | 0       | 7      | 11     |
| 4      | Ucraina     | 3   | 0       | 2      | 5      |
| 4      | Regno Unito | 3   | 0       | 2      | 5      |
| 6      | Polonia     | 2   | 2       | 0      | 4      |
| 7      | Slovacchia  | 2   | 1       | 1      | 4      |
| 7      | Norvegia    | 2   | 1       | 1      | 4      |
| 9      | Spagna      | 2   | 1       | 0      | 3      |
| 10     | Estonia     | 1   | 4       | 1      | 6      |
| 11     | Rep. Ceca   | 1   | 3       | 3      | 7      |
| 12     | Svezia      | 1   | 2       | 2      | 5      |
| 13     | Ungheria    | 1   | 1       | 2      | 4      |
| 14     | Austria     | 1   | 1       | 1      | 3      |
| 15     | Paesi Bassi | 1   | 0       | 0      | 1      |
| 15     | Georgia     | 1   | 0       | 0      | 1      |
| 17     | Finlandia   | 0   | 3       | 1      | 4      |
| 18     | Germania    | 0   | 1       | 3      | 4      |
| 19     | Danimarca   | 0   | 1       | 0      | 1      |
| 19     | Slovenia    | 0   | 1       | 0      | 1      |
| 21     | Turchia     | 0   | 0       | 2      | 2      |
| 22     | Croazia     | 0   | 0       | 1      | 1      |
| Totale | Totale      | 37  | 37      | 37     | 111    |